# Dinoša
Dinoša (cyr. Диноша) – wieś w Czarnogórze, w gminie Tuzi. W 2011 roku liczyła 568 mieszkańców.